# حكاية كيف (فلم)
حكاية كيف (بالإنجليزية: The Tale of how) هو فيلم رسوم متحركة جنوب إفريقي صدرَ عام 2006.

## القصّة
يلتهمُ أخطبوطٌ عملاقٌ تنمو شجرةٌ ما فوق رأسه يلتهم طائر الدودو الذي كان يعيشُ هناك.

## الجوائز
عُرض الفيلم في مهرجان وودستوك السينمائي عام 2006 حيثُ حصل من منظّمي المهرجان على تنويهٍ فخري، كما شارك في مهرجان بايرون باي السينمائي الدولي عام 2008 وتُوِّج خلالهُ بجائزةِ أفضل فيلم رسومٍ متحركة.